# Gesztenyebarnahasú csuszka
A gesztenyebarnahasú csuszka (Sitta nagaensis) a verébalakúak (Passeriformes) rendjébe, ezen belül a csuszkafélék (Sittidae) családjába tartozó faj.

## Előfordulása
Banglades, Kína, India, Laosz, Mianmar, Thaiföld és Vietnám területén honos. A természetes élőhelye szubtrópusi és trópusi síkvidéki és hegyi esőerdők, valamint mérsékelt övi erdők.

## Alfajai
- Sitta nagaensis grisiventris
- Sitta nagaensis montium
- Sitta nagaensis nagaensis
- Sitta nagaensis nebulosa

## Megjelenése
Testhossza 12 centiméter.